# Tortuga (Galápagos)
Tortuga, auch als Isla Tortuga bezeichnet, ist eine kleine Insel, die knapp 2,5 Kilometer von der Insel Isabela entfernt ist. Sie gehört zum Galápagos-Archipel.
Die Insel ist von Menschen unbewohnt, es finden sich hier Fregattvögel, Meerechsen, Schildkröten und Galapagosmöwen.